# Acinonyx jubatus jubatus
El guepardo sudafricano (Acinonyx jubatus jubatus) es la subespecie típica del guepardo (A. jubatus), el animal terrestre más veloz del mundo. Habita en el sur de África.

## Taxonomía
Descripción original
Este taxón fue creado por tautonimia absoluta al ser la subespecie correspondiente al ejemplar tipo de la especie, la cual fue descrita originalmente en el año 1775 por el naturalista alemán Johann Christian Daniel von Schreber, con el nombre científico de Felis jubata.
Localidad y ejemplar tipo
La localidad tipo referida es: “colinas del cabo de Buena Esperanza, Provincia Cabo Occidental, Sudáfrica”. El holotipo es la piel vista por Schreber.
Etimología
Etimológicamente, el término genérico Acinonyx significa en idioma griego ‘garra no movible’.
El epíteto subespecífico jubatus, idéntico al específico, es una palabra en latín que significa ‘melena’, haciendo así referencia a la que poseen los cachorros de guepardo.

## Distribución e información genética

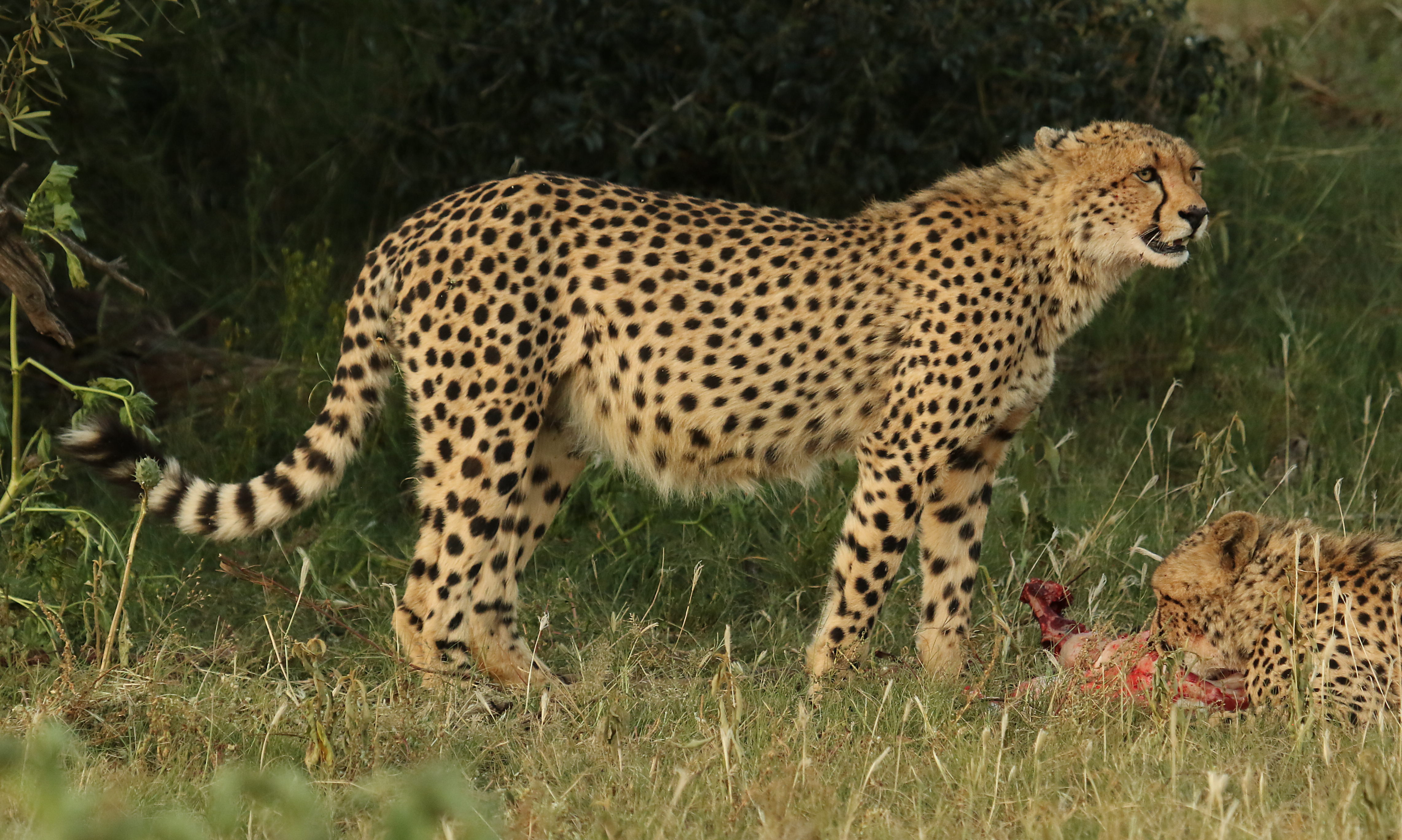
Un guepardo sudafricano (Acinonyx jubatus jubatus) En el parque nacional Pilanesberg.

Esta subespecie es endémica del sur de África, con presencia en Angola, Botsuana, Mozambique, Sudáfrica, Zambia, Zimbabue y Namibia. La subespecie solo puede ser reconocida genéticamente, ya que no ha resultado posible dar con distinciones morfológicas realmente diagnósticas.
En el año 2017, el Grupo de Trabajo de Clasificación de Felinos de la IUCN consideró que los guepardos del este de África, que se distribuyen al sur de la geonemia de A. j. soemmeringii, debían ser incluidos en A. j. jubatus. Sin embargo, posteriormente fueron reclasificados como pertenecientes a otra subespecie, rehabilitando de este modo a A. j. raineyi; esto ocurrió como resultado de un estudio dado a conocer en el año 2020, en el cual se investigó la diversidad genética de todas las poblaciones de guepardos, mediante datos del genoma a partir de muestras históricas y modernas de las 4 subespecies reconocidas hasta ese momento, junto con el ADN mitocondrial (ADNmt) y datos del complejo mayor de histocompatibilidad (MHC). El análisis arrojó además, una clara diferenciación genética entre los 5 clados de rango subespecífico reconocidos (los 4 taxones más un quinto, rehabilitado), apoyando las sospechas de otros autores y refutando muy difundidos supuestos anteriores sobre que los guepardos de todas las poblaciones presentan una distancia genética muy estrecha entre sí, si bien la heterocigosidad general del genoma resultó ser más baja que la reportada para otros felinos amenazados.
De todas las subespecies, A. j. jubatus mostró el nivel más bajo de endogamia y la más alta heterocigosidad del genoma completo, gracias a ser la subespecie de guepardo que posee la mayor población continua.

## Hábitat y costumbres
Este es uno de los mamíferos más característicos de la sabana africana. Su método de caza, una veloz carrera de persecución, precisa de ambientes llanos, despejados de vegetación densa y con pastos cortos. Preda sobre mamíferos pequeños y medianos, principalmente gacelas.

## Conservación
Antes de la colonización occidental, este taxón presentaba importantes números poblacionales en una enorme superficie africana. Sin embargo, la pérdida y fragmentación de su hábitat, disminución de presas, la persecución por interacciones conflictivas con ganaderos, conflictos armados y, especialmente, la caza ilegal para abastecer un intenso tráfico de sus valiosas pieles durante todo el siglo XX y para el comercio de mascotas en la actualidad, provocó que los individuos remanentes se hayan vuelto muy escasos, confinados casi en su totalidad a áreas protegidas.
Se estima que sobreviven en la naturaleza 4300 ejemplares de Acinonyx jubatus jubatus, aproximadamente.